# Pinguicula oblongiloba
Pinguicula oblongiloba este o specie de plante carnivore din genul Pinguicula, familia Lentibulariaceae, ordinul Lamiales, descrisă de A. Dc.. Conform Catalogue of Life specia Pinguicula oblongiloba nu are subspecii cunoscute.